# Jimmy Benyon
James Samuel "Jimmy" Benyon est un coureur cycliste sur piste anglais.

## Biographie
En 1903, Jimmy Benyon devient vice-champion du monde de vitesse amateurs aux championnats du monde sur piste à Copenhague. L'année suivante, il termine troisième aux championnats du monde à Londres,. En 1905, il devient champion du monde de vitesse,, remporte le Grand Prix de Paris amateurs,, et la traditionnelle Muratti Gold Cup au vélodrome de Manchester.
En 1906, la National Cyclists' Union (en), autorité du cyclisme anglais, le suspend et lui refuse sa licence amateur et impose une interdiction à vie car il aurait contrevenu au code amateur. Il passe professionnel et fait ses débuts, en mai, au Crystal Palace dans une rencontre avec Kramer et Ellegaard, puis est suspendu, comme pro, jusqu'au 1er août,. Il court néanmoins à Birmingham et à Manchester.
En 1907, Benyon gagne une course scratch, devant Hourlier au premier vélodrome d'hiver, et participe à la course des Six Jours à New York avec l'Irlandais Harry Reynolds. Lors d'un relais, tous deux tombent lourdement et doivent abandonner la course,.
En 1908, il gagne une course scratch devant Léon Comès. En mai de la même année, à Roanne, il chute et se fracture le crane, et sort de l'hôpital en juin.
En 1909, il gagne à Buffalo,.

## Palmarès sur piste

### Championnats du monde
- Copenhague 1903
  -  Médaillé d'argent de la vitesse amateurs

- Londres 1904
  -  Médaillé de bronze de la vitesse amateurs

- Anvers 1905
  -  Champion du monde de vitesse amateurs

### Championnat national
- 1904
  -  Champion de Grande-Bretagne du 1/2 mile[28]
- 1905
  -  Champion de Grande-Bretagne amateurs
- 1906
  -  Champion  de Grande-Bretagne[29]

### Autres
- Muratti Gold Cup : 1905, 3e en 1904
- Grand Prix de Paris amateurs : 1905
- 3e du Grand Prix de Roanne : 1908

## Records
Son record du quart de mile départ arrêté, établit en septembre 1907, n'est battu qu'en 1920 par W.-J. Bailey.